# アルタ・ヴァル・ティドーネ
アルタ・ヴァル・ティドーネ（伊: Alta Val Tidone）は、イタリア共和国エミリア＝ロマーニャ州ピアチェンツァ県にある、人口約2,900人の基礎自治体（コムーネ）。
2018年1月1日にカミナータ, ニッビアーノ, ペコラーラが合併して新自治体が発足した。

## 地理

### 位置・広がり

#### 隣接コムーネ
隣接するコムーネは以下の通り。括弧内のPVはパヴィーア県所属を示す。
- ボッビオ
- ボルゴノーヴォ・ヴァル・ティドーネ
- カネヴィーノ (PV)
- ゴルフェレンツォ (PV)
- ピアネッロ・ヴァル・ティドーネ
- ピオッツァーノ
- ロマニェーゼ (PV)
- ルイーノ (PV)
- サンタ・マリーア・デッラ・ヴェルサ (PV)
- トラーヴォ
- ヴォルパーラ (PV)
- ザヴァッタレッロ (PV)
- ツィアーノ・ピアチェンティーノ

### 地震分類
アルタ・ヴァル・ティドーネにおけるイタリアの地震リスク階級 (it) は、zona 3 (sismicità bassa) に分類される。

## 行政

### 分離集落
アルタ・ヴァル・ティドーネには、以下の分離集落（フラツィオーネ）がある。
- Caminata, Nibbiano(sede municipale), Pecorara